# Fontána Croix du Trahoir
Fontána Croix du Trahoir (Fontaine de la Croix du Trahoir, česky doslovně Fontána Kříž zrádce) je fontána v Paříži. Stavba je chráněná jako historická památka.

## Umístění
Kašna se nachází v 1. obvodu na nároží ulic Rue de l'Arbre-Sec a Rue Saint-Honoré.

## Historie
Zvláštní jméno fontány, které v překladu znamená Kříž zrádce, je odvozeno od starého názvu zdejší křižovatky, kde se až do roku 1698 konaly popravy. Do roku 1739 se zde rovněž sekaly uši nepoctivým trhovcům. Nacházel se zde kříž pro poslední modlitby odsouzených, který byl zničen v roce 1789.
První fontánu postavil architekt Jean Goujon z rozhodnutí krále Františka I. v roce 1529. V roce 1606 byla přestavěna a v roce 1636 přemístěna o několik metrů, aby se zlepšil provoz v ulici Rue Saint-Honoré. V roce 1775 byl architekt Jacques-Germain Soufflot pověřen úpravou kašny, která byla ve velmi špatném stavu.

## Popis
Polygonální stavba je vyzdobena sochami nymf. Voda vytéká z maskaronu do malé nádržky ve tvaru lastury. Nad nimi je pamětní deska s latinským nápisem věnovaným Ludvíku XVI.